# Vladimír Dbalý
Vladimír Dbalý (* 13. května 1959) je český neurochirurg a bývalý ředitel Nemocnice Na Homolce. Následně byl pravomocně odsouzen ve dvou korupčních kauzách týkajících se zadávání veřejných zakázek, z nichž dle soudu inkasoval na úplatcích přes 27 miliónů korun.

## Obvinění z trestné činnosti

### Kauza digitalizace chorobopisů
Je podezřelý ze zmanipulování zakázky na digitalizaci chorobopisů, kvůli níž nemocnici vznikla škoda nejméně 57 milionů korun. V tomto případu byl obviněn z praní špinavých peněz a sjednání výhody při zadání veřejné zakázky. V červnu 2014 jej soud poslal do vazby. V dubnu 2015 byl Dbalý z vazby propuštěn na kauci 500 tisíc korun. V září 2018 byl v této kauze Městským soudem v Praze odsouzen k devíti letům nepodmíněného trestu odnětí svobody a k propadnutí majetku. Obhájkyně Dbalého se proti rozsudku odvolala a tudíž není pravomocný.

### Kauza nákupu gama nože
Dbalý a jeho někdejší náměstek Michal Toběrný byli také obviněni kvůli nákupu gama nože v roce 2009, při němž podle policie přijali úplatek 5,7 milionu korun. Kvůli této kauze Městský soud v Praze nařídil jeho pozorování ve zdravotnickém ústavu kvůli vyšetření duševního stavu. Podle znaleckého posudku trpí duševní poruchou způsobenou škodlivým užíváním alkoholu a kokainu, zároveň ale v době, které se kauza týká, byl za své jednání odpovědný. Po necelých dvou měsících bylo pozorování dokončeno a Dbalý byl v lednu 2018 propuštěn z psychiatrického ústavu. V září 2018 byl nepravomocně odsouzen v kauze manipulace zakázky na digitalizaci chorobopisů a na nákup Leksellova gama nože. Na motivy této trestné činnosti napsal novinář Radek Kedroň knihu Sněžím! Deník bílé mafie.

### Kauza externích služeb pro nemocnici
Na jaře roku 2015 byl Dbalý v souvislosti s dalšími veřejnými zakázkami na poradenské, účetní, medicínsko-právní a právní služby nově obviněn z trestných činů přijetí úplatku, porušení povinnosti při správě cizího majetku, sjednání výhody při zadání veřejné zakázky, pletichy při veřejné soutěži a veřejné dražbě a podplacení. Spolu s ním byli obviněni někdejší ekonomka nemocnice Bialešová, advokát kanceláře MSB Legal David Michal, exporadce ředitele nemocnice Zdeněk Čáp, poradce Josef Kantůrek a externí právník nemocnice Roman Žďárek.
Dbalý si podle deníku, který si vedl v letech 2006 až 2011,  chodil pro úplatky a úkoly k Ivo Rittigovi a advokátům Šachta & Partners (od roku 2012 MSB Legal). V letech 2009 až 2011 Dbalý dostal od této advokátní kanceláře úplatky 2,3 milionu korun, přičemž za právní služby nemocnice zaplatila kanceláři Šachta & Partners 25 milionů korun. V roce 2015 musela kvůli tomu nemocnice zaplatit pokutu od finančního úřadu ve výši 28,7 milionu korun za porušení rozpočtové kázně. Nemocnici hrozí, že bude muset zaplatit přes 350 milionů korun kvůli opakovanému porušování zákonů.
V lednu 2021 byl Dbalý pravomocně odsouzen k sedmi letům nepodmíněného trestu odnětí svobody a peněžitému trestu ve výši necelých 11 milionů Kč; Michal byl odsouzen k dvouletému podmíněnému trestu a peněžitému trestu 2,4 milionu Kč a Bialešová ke tříletému podmíněnému trestu. K výkonu tohoto trestu nastoupil 1. června 2021 do Vazební věznice Praha Ruzyně.
V září 2024 si podal žádost o předčasné propuštění z vězení. Dne 5. září 2024 byl Vladimír Dbalý podmíněně propuštěn z vězení potom co v neveřejném zasedání rozhodl Obvodní soud pro Prahu 6.

## Politické působení
Po odvolání z pozice ředitele nemocnice roku 2012 tehdejším ministrem zdravotnictví Leošem Hegerem (TOP 09) Dbalý neúspěšně kandidoval do Senátu za stranu LEV 21.